# مصلحة الحدود
مصلحة الحدود، هي مصلحة إدارية مصرية، أنشئت عام 1917 بموجب قرار من القائد العام للقوات البريطانية في مصر، ومُصدّق عليه من رئاسة مجلس الوزراء المصري، وسُميّت أول الأمر باسم مصلحة أقسام الحدود، وتشمل إدارة هذه المصلحة مناطق شبه جزيرة سيناء، والصحراء الشرقية، وساحل البحر الأحمر، والصحراء الغربية، والواحات.

## تاريخ
أنشئت مصلحة أقسام الحدود بموجب قرار القائد العام للقوات البريطانية في مصر بتاريخ 21 يناير 1917، على أن تصبح تحت رئاسة ضابط مُعيّن من قبل القائد العام للقوات البريطانية. وقد تم تنفيذ القرار رسمياً وتبلغه للجهات الحكومية في 24 مايو 1917، وأصبحت المصلحة بموجب القرار تتألف من محافظات: الصحراء الغربية والصحراء الجنوبية، وسيناء.
في 5 أكتوبر عام 1922، صدر مرسوم من وزارة الحربية بإلحاق إدارة مصلحة أقسام الحدود إلى وزارة الحربية مباشرة.
وفي 26 سبتمبر عام 1925، صدر قرار من وزير الحربية بتسمية المصلحة باسم مصلحة الحدود، بدلاً من مصلحة أقسام الحدود. وكان مجموع البلاد التابعة لها من مدن وقرى 88 بلدة.

## محافظة الصحراء الغربية
عاصمتها مرسى مطروح، وكانت المحافظة تقسم إدارياً إلى:
- قسم السلوم، وعاصمته السلوم.
- قسم مطروح، وعاصمته مرسى مطروح.
- القسم الشرقي، وعاصمته برج العرب.
- مأمورية الواحات البحرية، ومركزها الباويطي.
- قسم واحات سيوة، وعاصمتها سيوة.

وبموجب منشور للمصلحة رقم 144 لسنة 1931، أصبحت المحافظة تشتمل على:
- مركز مريوط، وعاصمته العامرية.
- مركز الواحات البحرية، وعاصمته الباويطي.
- مركز مطروح، وعاصمته مرسى مطروح.
- مركز سيوة، وعاصمته سيوة.[2]

فقد تم إلغاء القسم الشرقي وقسم السلوم، وضمهما لمركز مطروح. وإلغاء قسم واحات سيوة، ليصبح مركز سيوة، ويضم واحة الفرافرة أيضاً. وإلغاء مأمورية الواحات البحرية، لتصبح مركز الواحات البحرية.

## محافظة الصحراء الجنوبية
عاصمتها الخارجة، وكانت المحافظة تقسم إدارياً إلى:
- مركز الواحات الخارجة، وعاصمته الخارجة.
- مركز الواحات الداخلة، وعاصمته موط.[3]

## محافظة سيناء
عاصمتها العريش، وكانت المحافظة تقسم إدارياً إلى:
- قسم سيناء البحري، وعاصمته العريش.
- قسم سيناء المتوسط، وعاصمته نخل.
- قسم سيناء الجنوبي، وعاصمته الطور.
- قسم القنطرة، وعاصمته القنطرة.
- قسم البحر الأحمر، وعاصمته الغردقة.[5]